# Australomimetus sennio
Australomimetus sennio là một loài nhện trong họ Mimetidae.
Loài này thuộc chi Australomimetus. Australomimetus sennio được miêu tả năm 1891 bởi Urquhart.